# Atromitos Yeroskipou
Maillots
Le Athletic Cultural Club Atromitos Yeroskipou (en grec moderne : Αθλητικό Πολιτιστικό Σωματείο Ατρόμητος Γεροσκήπου), plus couramment abrégé en Atromitos Yeroskipou, est un ancien club chypriote de football fondé en 1956 et disparu en 2013, et basé dans la ville de Geroskipou, dans la région de Paphos.
En 4 ans, le club réussit l'exploit de passer d'un championnat local à l'élite du football chypriote, obtenant 4 promotions successives.
Le club est dissous en 2013 à la suite de difficultés financières.

## Historique
- 1956 : fondation du club
- 2004 : 1re participation au championnat de la région de Paphos
- 2005 : Promotion en 4e division chypriote
- 2006 : Promotion en 3e division chypriote
- 2007 : Promotion en 2e division chypriote
- 2008 : Promotion en 1re division chypriote
- 2009 : Relégation en 2e division chypriote
- 2013 : Disparition du club à la suite de difficultés financières

## Personnalités du club

### Présidents
- Vangelis Genis

### Entraîneurs
- Sofoklis Sofokleous

### Joueurs emblématiques
- Aladár Virágh
- Michael Kümmerle